# 코리아앳홈
Korea@home(코리아앳홈)은 2003년 정보통신부 아래의 한국과학기술정보연구원(KISTI) 슈퍼컴퓨팅센터에서 제작한 BOINC와 비슷한 분산 컴퓨팅 시스템이다.
2009년 2월에 Korea@home에는 42,602명이 가입, 하루 평균 457,866 메가 플롭스를 기록했다.
2010년 운영을 종료하고 SETI KOREA로 축소 개편되었고, 현재 완전히 폐쇄된 상태이다.

## Korea@home이 과거 추진했던 프로젝트
- 한반도 기후 예측
- 고해상도 강수 예측
- 블록암호 DES 키 탐색
- 외계지성체탐사 VLBI_SETI
- 글로벌 리스크 관리
- TFT-LCD 광특성해석
- 인수 분해 분석
- 유전체 서열 비교
- 신약후보물질 탐색

## 같이 보기
- 분산 컴퓨팅
- BOINC